# Госсен Ервін Францевич
Госсен Ервін Францевич (нім. Erwin Gossen; (18 липня 1931 , Молочанський район  — 9 лютого 2020 , Щучинськ, Акмолинська область ) — учений-агроном, доктор сільськогосподарських наук (1991), професор, академік Казахстанської академії сільськогосподарських наук (1994), Національної академії наук Республіки Казахстан (1998). Лауреат Ленінської премії (1972) як один з розробників системи захисту ґрунтів від вітрової ерозії.

## Біографія
Ервін Госсен народився в селі Вальдгейм, у Молочанському районі УРСР — спеціально створеному німецькому національному районі у складі УРСР (нині це село Владівка Запорізької області), 18 липня 1931 року.
Після початку німецько-радянської війни, у 1941 році, як етнічний німець, був депортований до Казахстану.
У 1953 році закінчив з відзнакою Катаркольський зооветтехнікум. Після чого до працював агротехніком Келлеровського опорного пункту в Кокчетавській області, молодшим науковим співробітником в Казахському науково-дослідному інституті землеробства (1959); одночасно навчався в Омському сільськогосподарському інституті.
Після закінчення Омського сільгоспінституту в 1961 році і до 1982 року продовжував працювати у Казахському НДІ зернового господарства старшим науковим співробітником, завідувачем лабораторією, заступником директора інституту: з 1959 року — старший науковий співробітник, завідувач лабораторією агротехнічних вимог і оцінки машин і знарядь відділу агроґрунтознавства; у 1969—1982 роках — заступник директора з науки Всесоюзного НДІ зернового господарства.
У 1984—1991 роках — заступник, перший заступник голови президії ВО ВАСГНІЛ, віце-президент Академії сільськогосподарських наук Казахстану.
Ервін Францевич Госсен — перший віце-президент, академік-секретар відділення землеробства, хімізації, водного, лісового господарства та агроекології Казахстанської академії сільськогоспдарських наук (1991—1996); професор Казахського державного аграрного університету (1996—1997); провідний науковий співробітник Казахського НДІ землеробства (1997—1999); радник виробничих компаній «Акцепт-Астик» і «Акцепт-Агрохім» (1999—2003); головний науковий співробітник Казахського НДІ захисту і карантину рослин (2003-2007); професор Кокшетауського державного університету ім. Ш. Уаліханова (з 2007 року).

## Напрямки наукової діяльності, нагороди
Основні напрямки наукових досліджень Е. Госсена — питання системи ґрунтозахисного землеробства, вирощування зернових культур. Ервін Францевич брав участь в міжнародних проектах ООН «Боротьба з опустелюванням», «Збереження біологічного різноманіття», в проектах ландшафтно-оздоровчих зон «Астана-Бурабай», «Туран» тощо.
Лауреат Ленінської премії (1972, за розробку і впровадження нової ґрунтозахисної системи землеробства). Нагороджений орденами Трудового Червоного Прапора, «Знак Пошани», «Достик» і «Отан»; медалями «За освоєння цілинних земель», «За доблесну працю», «Ветеран праці», «70 років Перемоги у Великій Вітчизняній війні 1941—1945 рр.», золотою і бронзовою медалями ВДНГ СРСР та медаллю Всесоюзного товариства «Знання» ім. С. І. Вавілова, Почесною грамотою Верховної Ради Казахської РСР.

## Наукові праці
Ервін Францевич Госсен — автор книг «Боротьба з вітрової ерозією ґрунтів» (1963, у співавторстві); «Ґрунтозахисне землеробство» (1975, у співавторстві); «Сільськогосподарська наука: досягнення, розробки, впровадження» (1986, у співавторстві); понад 200 наукових публікацій і робіт. Має п'ять авторських свідоцтв на винаходи, низку авторських сертифікатів.
Деякі роботи і публікації:
- Бараев А. И., Зайцева А. А., Госсен Э. Ф. Борьба с ветровой эрозией почв. — Алма-Ата, 1963.
- Бараев А. И., Зайцева А. А., Госсен Э. Ф. Агротехнические требования к комплексу почвообрабатывающих орудий и посевных машин для районов с почвами, неустойчивыми к ветровой эрозии // Усовершенствование почвообрабатывающих машин. — Москва : Материалы НТС ВИСХОМ, 1963. — С. 24-30.
- Бараев А. И., Зайцева А. А., Госсен Э. Ф. Агротехнические обоснования для разработки машин и рабочих органов. — Москва : Материалы НТС ВИСХОМ, 1968. — Т. 25. — С. 3-12.
- Бараев А. И., Госсен Э. Ф., Зайцева А. А. Рекомендации по защите почвот ветровой эрозии (на опыте степных районов Казахстана). — Москва, 1970. — 48 с.
- Почвозащитное земледелие / под ред. А. И. Бараева. — Москва : Колос, 1975. — 304 с.

## Громадська діяльність
У 1990 році висувався кандидатом у депутати Верховної Ради Казахської РСР 12-го скликання. Обирався депутатом Шортандинської районної і Алматинської обласної рад. Неодноразово входив у комісії і виступав експертом вчених рад. З 2006 — позаштатний радник Міністерства охорони навколишнього середовища Казахстану.